# Glagah Waru
Glagah Waru is een bestuurslaag in het regentschap Kudus van de provincie Midden-Java, Indonesië. Glagah Waru telt 3558 inwoners (volkstelling 2010).